# فرانك ليما
فرانك ليما (بالإنجليزية: Frank Lima)‏ هو طاهي وشاعر أمريكي، ولد في 1939 في هارلم الشرقية ‏ في الولايات المتحدة، وتوفي في 21 أكتوبر 2013 في لونغ آيلند في الولايات المتحدة.